# 横山茂雄
横山 茂雄（よこやま しげお、1954年 - ）は、日本の英文学者、翻訳家、作家。奈良女子大学名誉教授。
作家としては稲生 平太郎（いのお へいたろう） の名を用いる。他の筆名に法水金太郎（小栗虫太郎の小説の登場人物・法水麟太郎と、コメディアンの清水金太郎に由来する）。

## 来歴
大阪府豊中市出身。1978年京都大学文学部英文科卒、1981年同大学院修士課程修了、1998年「異形のテクスト - 英国romantic novel研究」で京都大学より博士（文学）の学位を取得。岡山大学講師、助教授を経て奈良女子大学助教授、教授。2020年3月で定年退職により名誉教授。
京都大学入学の1974年4月、京都大学UFO超心理研究会に参加。同じ1974年6月、大川一夫らがたちあげた京都大学推理小説研究会に参加し、のちに古本仲間となる川島昭夫（イギリス近代史研究者）と出会う。この1974年の夏には、のちにオカルトの研究仲間となる井村宏次とも出会っている。
1975年、京大幻想文学研究会をたちあげる（顧問：蜂谷昭雄）。同1975年、蜂谷昭雄との読書会を開始する。1976年、石田利夫が中心となっていた雑誌『幻影城』の愛好者の会「13人の会」に参加。「13人の会」の機関誌だった『堕天使通信』には高校時代の芦辺拓も参加していた。
また、1977年、吉永進一らとオカルト研究団体「近代ピラミッド協会」を結成していた。また大学院生時代に、高校時代の友人だった後藤繁雄がたちあげた出版社エディシオン・アルシーブから刊行された幻想文学についての季刊誌『ソムニウム』（1979年から）にブレインとして参加。
英国の18-19世紀ゴシック小説が専門だが、南方熊楠研究など民俗学研究も行う。また学生時代よりのオカルティズム研究の延長で稲生物怪録からとった稲生平太郎の名で幻想小説を執筆する。
2009年度から2014年度に科学研究費助成を受けて、英国エリザベス朝の学者ジョン・ディーの魔術文書を分析し、その成果の一部を2016年に単行書として刊行。
2023年、『近代出版研究 第2号』の巻頭に「横山茂雄ロングインタビュー」が掲載された。

## 著書
横山茂雄 名義
- 『聖別された肉体 オカルト人種論とナチズム』（書肆風の薔薇、ロサ・ミスティカ叢書） 1990.11 doi:10.11501/13065692
- 『異形のテクスト 英国ロマンティック・ノヴェルの系譜』（国書刊行会） 1998.6
- 『神の聖なる天使たち ジョン・ディーの精霊召喚 一五八一～一六〇七』（研究社） 2016.2
- 『昭和・平成オカルト研究読本』（ASIOS編著、横山のインタビューを収録、サイゾー） 2019.6
- 『増補 聖別された肉体 オカルト人種論とナチズム』（創元社、叢書パルマコン） 2020.8
- 『コンスピリチュアリティ入門　スピリチュアルな人は陰謀論を信じやすいか 』（竹下節子 清義明 堀江宗正 辻隆太朗 栗田英彦 雨宮純との共著、創元社、叢書パルマコン・ミクロス） 2023.3
- 『霊的最前線に立て！ オカルト・アンダーグラウンド全史』（国書刊行会、武田崇元との対話） 2024.10

稲生平太郎 名義
- 『アクアリウムの夜』（書肆風の薔薇、ロサ・ミスティカ叢書） 1990.8 doi: 10.11501/13463167、のち角川スニーカー文庫　2002.1
- 野村敏晴（編集）、稲生平太郎、井村宏次、岩本道人(寄稿)『別冊歴史読本・特別増刊・オカルトがなぜ悪い！』新人物往来社 1994.8　のち井村宏次,稲生平太郎,吉永進一『オカルトがなぜ悪い！』ビイング・ネット・プレス、2024.6
- 『何かが空を飛んでいる』（新人物往来社） 1992.10 doi:10.11501/13665818
- 『アムネジア』（角川書店） 2006.1
- 『定本 何かが空を飛んでいる』（国書刊行会）　2013.11
- 『映画の生体解剖 恐怖と恍惚のシネマガイド』（高橋洋との共著、洋泉社） 2014.3
- 『映画の生体解剖Ｘ映画術: 何かがそこに降りてくる Kindle版』（稲生平太郎、高橋洋、塩田明彦(著), 石堂藍(編集) かなざわ映画の会 2015年
- 『映画の生体解剖 vs 戦慄怪奇ファイル コワすぎ！: 映画には触れてはいけないものがある Kindle版』稲生平太郎、白石晃士、高橋洋(著)、石堂藍(編集) かなざわ映画の会 2016年
- 『映画の生体解剖✕霊的ボリシェヴィキ: 霊・物質・言葉 Kindle版』（稲生平太郎、高橋洋、武田崇元(著)、石堂藍 (編集) えいがの会 2018

## 編著
- 『文学と女性』 （吉田幸子との共編、英宝社） 2000.11
- 『遠野物語の周辺』（水野葉舟、国書刊行会） 2001.11
- 『日影丈吉全集』全8巻別巻1（種村季弘監修、日下三蔵との共編、国書刊行会） 2002.9 - 2005.5
- 『世界文学あらすじ大事典』全4巻（石堂藍との共同監修、国書刊行会） 2005.7 - 2007.5
- 『危ない食卓 十九世紀イギリス文学にみる食と毒』（新人物往来社） 2008.12

## 責任編集
「20世紀イギリス小説 個性派セレクション」全5巻（佐々木徹と共同、新人物往来社）
- 『ヴィクトリア朝の寝椅子』（マーガニータ・ラスキ、横山茂雄訳） 2010.3
- 『フォーチュン氏の楽園』（シルヴィア・タウンゼンド・ウォーナー、中和彩子訳） 2010.7
- 『ズリイカ・ドブソン』（マックス・ビアボーム、佐々木徹訳） 2010.10
- 『孤独の部屋』（パトリック ハミルトン、北川依子訳） 2011.4
- 『卑しい肉体』（イーヴリン・ウォー、大久保譲訳） 2012.9

「ドーキー・アーカイヴ」全10巻（若島正と共同、国書刊行会）
- 『虚構の男』（L・P・デイヴィス、矢口誠訳） 2016.5
- 『人形つくり』（サーバン、館野浩美訳） 2016.5
- 『鳥の巣』（シャーリイ・ジャクスン、北川依子訳） 2016.11
- 『誰がスティーヴィ・クライを造ったのか?』（マイクル・ビショップ、小野田和子訳）  2017.11
- 『さらば、シェヘラザード』（ドナルド・E・ウェストレイク、矢口誠訳）  2018.6
- 『死者の饗宴』（ジョン・メトカーフ、横山茂雄,北川依子訳） 2019.5
- 『アフター・クロード』（アイリス・オーウェンス、渡辺佐智江訳） 2021.9
- 『缶詰サーディンの謎』（ステファン・テメルソン、 大久保譲訳） 2024.9
- 『ライオンの場所』 (チャールズ・ウィリアムズ 横山茂雄訳) – 2025.4

## 監修
- 世界文学あらすじ大事典 全4巻 横山茂雄／監修 石堂藍／監修　国書刊行会　2005-2007

## 翻訳
- 『残虐行為展覧会』（J・G・バラード、法水金太郎名義、工作舎） 1980.10
- 『イメージの博物誌 アーサー王伝説 黄金時代の夢』（ジェフリー・アッシュ、平凡社） 1992.7
- 『悪魔を思い出す娘たち よみがえる性的虐待の「記憶」』（ローレンス・ライト、稲生平太郎名義、吉永進一共訳、柏書房） 1999.3
- 『アーマデイル』上・中・下（ウィルキー・コリンズ、甲斐清高,佐々木徹共訳、臨川書店、ウィルキー・コリンズ傑作選6・7・8巻） 2000 - 2001
- 『行方不明のヘンテコな伯父さんからボクがもらった手紙』（マーヴィン・ピーク、国書刊行会） 2000.1
- 『子供のための教訓詩集』（ヒレア・ベロック、国書刊行会） 2007.9
- 『ヴィクトリア朝の寝椅子』（マーガニータ・ラスキ、新人物往来社、20世紀イギリス小説個性派セレクション） 2010.3、のちKindle版
- 『死者の饗宴』（ジョン・メトカーフ、北川依子共訳、国書刊行会） 2019.5
- 『五本指のけだもの: W・F・ハーヴィー怪奇小説集』（ウィリアム・フライヤー・ハーヴィー、国書刊行会） 2024.7
- 『ライオンの場所』 (チャールズ・ウィリアムズ 国書刊行会、ドーキー・アーカイヴ) – 2025.4

## ラジオドラマ
- 『アクアリウムの夜』全10回（NHK-FM、青春アドベンチャー） 2002年放送[16]、2005年再放送[17]
脚色：今井雅子、選曲：伊藤守恵、演出：保科義久
出演：松田洋治、國府田マリ子　有馬克明、清水紘治、秋元紀子、谷川清美

## 出演

### テレビ番組
- 『幻解！超常ファイル』UFOと人類、禁断の秘密＆危ない！こっくりさん（NHK BSプレミアム　2017年6月10日放送）

### 映画
- 『宇宙人の画家』（2022年7月2日公開、ブライトホース・フィルム）[18]　- 稲生平太郎名義

### YouTube
- ｢【ナチスとオカルト①】Jホラーの巨匠・高橋洋×オカルト研究家・稲生平太郎（横山茂雄）が語る狂気のオカルト人種論とは？｣（2023年4月24日公開、オカルトエンタメ大学）

- ｢【ナチスとオカルト②】ヒトラー生存説/不死の戦闘集団/ナチスオカルト映画/フリッツ・ラングとナチス（高橋洋×稲生平太郎）｣（2023年4月25日公開、オカルトエンタメ大学）